# Çiftlikköy (district)
Çiftlikköy is een Turks district in de provincie Yalova en telt 24.046 inwoners (2007). Het district heeft een oppervlakte van 116,7 km².
De bevolkingsontwikkeling van het district is weergegeven in onderstaande tabel.
| 1997   | 2000   | 2007   |
| ------ | ------ | ------ |
| 19.898 | 24.789 | 24.046 |

Altınova · Armutlu · Çiftlikköy · Çınarcık · Termal · Yalova